# Centrolophus niger
Espèce
Synonymes
- Acentrolophus maculosus Nardo, 1827[2]
- Centrolophodes irvini Gilchrist & von Bonde, 1923[2]
- Centrolophodes irwini Gilchrist & von Bonde, 1923[2]
- Centrolophus liparis Risso, 1827[2]
- Centrolophus maoricus Ogilby, 1893[2]
- Centrolophus morio Cuvier, 1833[2]
- Centrolophus pompilus (Linnaeus, 1758)[2]
- Centrolophus valenciennesi Moreau, 1881[2]
- Coryphaena pompilus Linnaeus, 1758[2]
- Gymnocephalus messanensis Cocco, 1829[2]
- Gymnocephalus messinensis Cocco, 1829[3]
- Mupus bifasciatus Smith, 1961[2]
- Perca nigra Gmelin, 1789[2]
- Schedophilus elongatus Johnson, 1862[2]

Statut de conservation UICN

 LC  : Préoccupation mineure
Centrolophus niger, communément appelé Centrolophe noir, est une espèce de poissons de la famille des Centrolophidae. 

## Description
Le Centrolophe noir mesure généralement entre 60 et 120 cm, mais le plus grand spécimen observé faisait 150 cm. Il affectionne les eaux tempérées et subtropicales et peut être observé dans l'Atlantique Nord (Amérique du Nord, Europe de l'Ouest, Maroc), la Méditerranée, mais aussi dans le sud de l'Atlantique (Brésil, Argentine, Afrique du Sud, Namibie), dans l'océan Indien et dans le Pacifique sud, notamment en Océanie.
Les adultes ont tendance à vivre au large, entre 300 et 800 mètres de profondeur, voire jusqu'à 1 000 mètres, tandis que les juvéniles demeurent près des côtes et ne s'éloignent pas de la surface. Il s'agit d'un poisson pélagique et grégaire.

## Alimentation
Il se nourrit de petits poissons, de crustacés et de céphalopodes.

## Comportement et reproduction
C'est un poisson grégaire qu'on croise souvent en larges bancs. Le frai a lieu durant les mois d'automne et d'hiver.
Les jeunes ont une croissance rapide : un spécimen étudié grandit de 15 cm en 5 mois, passant de 2 cm à 17 cm.

## Intérêt commercial
Bien que peu commercialisée, sa chair est savoureuse.